# 1193

## أحداث
- قطب الدين أيبك يبدء أعمال بناء قطب منار في الهند.

## وفيات
- ابن ماري
- 4 مارس – صلاح الدين الأيوبي، سلطان الأيوبيين ومحرر القدس من يد الصليبيين.
- باليان.
- روجر الثالث ملك صقلية.
- صلاح الدين الأيوبي.
- عز الدين مسعود الأول.